# Meltwater Group
Meltwater är ett globalt bolag inom omvärldsbevakning. Med hjälp av Meltwaters plattform kan kunderna bevaka redaktionella- och sociala medier samt ta fram analyser på bådadera. Som kund får man skräddarsydda e-mail varje gång t.ex. ens varumärke omnämns, om konkurrenterna lanserar en ny produkt eller om ett branschuttalande görs. Meltwaters affärsidé är att tillhandahålla affärskritisk information till sina kunder. 
Företaget grundades 2001 i Oslo av den nuvarande verkställande direktören Jørn Lyseggen. Sedan 2001 har Meltwater Group etablerat kontor i både Europa, Nordamerika, Sydamerika, Asien, Australien och Afrika. Det nuvarande huvudkontoret ligger i San Francisco, och firman tillhandahåller produkter till mer än 20 000 kunder och har över 1100 anställda. 2011 blev Meltwater Group utsett till ett av Europas 25 snabbast växande företag. Meltwater har även fått pris för "Great Place To Work" i bland annat i Sverige, Tyskland, Sydafrika och Finland.
Under Meltwater Group finns den självständiga enheten "Meltwater Foundation", som utbildar och stöttar lovande afrikanska entreprenörer genom fondens skola, 'Meltwater Entrepreneurial School of Technology (MEST) i Accra, Ghana. 

## Avdelningar
- Med Meltwaters plattform kan kunder bevaka redaktionella medier, sociala medier och offentliga protokoll. Meltwater erbjuder också en tjänst för att identifiera journalistkontakter och skicka pressmeddelanden. Olika IT-lösningar möjliggör att kunderna enkelt kan sprida nyheter på sitt intranät, sin webbplats och till sina medarbetare.
- Analyshus: Meltwater erbjuder kvalitativa medieanalyser. De kan ta fram räckviddsdata, PR-värde, budskapsanalys etc.